# 北関東大久保一家
大久保一家（おおくぼいっか）は、群馬県高崎市に本拠を置く博徒系暴力団で、指定暴力団・松葉会の二次団体。

## 概要
上州博徒の元祖ともいわれる田中代八により結成された老舗組織。
山平重樹によると日本で一番古い系統の持つ組織である。

## 略歴
江戸時代、上州駒寄村大久保で生まれた初代・田中代八が北関東大久保一家を興した。侠客・大前田英五郎の父である大前田久五郎や生井一家初代・生井弥兵衛は北関東大久保一家の貸元だった。
1784年（天明4年）3月28日、初代・田中代八が大々的な博徒狩りで捕らえられ死亡した。金谷秀蔵が、北関東大久保一家二代目を継承した。
幕末、六代目・中島栄作が衰退していた北関東大久保一家を再建した。中島栄作は、縄張りを北群馬郡吉岡町まで広げた。
1881年（明治14年）4月18日、中島栄作が死亡した。中島常吉が、北関東大久保一家七代目を継承した。
1969年（昭和44年）1月、元関根組（後の松葉会）組長・関根賢は、松葉会群馬県支部支部長・牧野春夫（後の牧野国泰。本名は李春星。後の松葉会五代目会長）を東京都・向島の関根賢の自宅に呼び出した。関根賢は、牧野春夫に、関根の兄弟分である中島豊吉（魚トヨ）の跡目として北関東大久保一家十代目を継ぐように勧めた。
1970年（昭和45年）、牧野国泰は、中島豊吉から、北関東大久保一家十代目を継承した。
1993年（平成5年）12月、牧野国泰は、中村益大から、松葉会五代目を継承した。
1993年（平成5年）12月、北関東大久保一家総長代行・荻野義朗は、牧野国泰から、北関東大久保一家十一代目を継承した。
2013年（平成25年）、小池清一が北関東大久保一家十二代目を継承した。
2024年（令和6年）、三上昌一が大久保一家十三代目を継承した。

## 系譜
- 初代 - 田中代八
- 二代目 - 金谷秀蔵
- 三代目 - 金谷円蔵
- 四代目 - 金谷粂蔵
- 五代目 - 金谷 九兵衛
- 六代目 - 中島栄作
- 七代目 - 中島常吉
- 八代目 - 中島 安五郎
- 九代目 - 中島豊吉
- 十代目 - 牧野国泰（本名: 李 春星、松葉会五代目会長）
- 十一代目 - 荻野義朗（松葉会六代目会長）
- 十二代目 - 小池清一
- 十三代目 - 三上昌一